# 聖洛倫索峰
聖洛倫索峰是南美洲的山峰，位於智利和阿根廷接壤的邊境，屬於安第斯山脈的一部分，海拔高度3,706米，人類在1943年首次成功登頂。